# Francisco Soler Cirila
Francisco Simeón Soler (Paraná, 17 de febrero de 1835 - Buenos Aires, 9 de agosto de 1923) fue un médico cirujano argentino.
Hijo del Tte. Coronel D. Francisco Soler y Da. Rufina Cirila Echeverría. Cursó estudios primarios en su ciudad natal, en las llamadas “Escuelas de la Patria”. Por sus méritos como estudiante fue becado por el Gobernador Urquiza en 1847 para estudiar Dibujo en Buenos Aires, concurriendo al colegio de D. Juan Pena. En 1854 ingresó a la Universidad de Buenos Aires, doctorándose en Medicina el 27 de noviembre de 1860. El 31 de mayo de 1860 fue nombrado Cirujano de 2.ª clase del ejército y el 10 de junio del siguiente año fue ascendido a Cirujano de 1.ª clase.
Después de la batalla de Cepeda, en 1859, cuando el General Urquiza sitió la Capital, Soler se incorporó al Batallón que mandaba el Dr. Montes de Oca que actuó hasta el tratado del 11 de noviembre.
Formó parte como Presidente de la primera Municipalidad electiva de Paraná instalada el 27 de noviembre de 1860. En esta ciudad promovió la formación del Partido Liberal. Actuó como juez de Paz, presidente de la Corporación Municipal de Paraná e inspector general de Armas de la República.
Fue en auxilio de las víctimas del terremoto que azotó a Mendoza en marzo de 1861.
Revistó como cirujano en la Guerra del Paraguay, incorporándose en Concordia en 1865.
Asistió a la batalla de Pehuajó el 31 de enero de 1866, participó de la toma de las fortificaciones de Itapirú en los combates del 2 de mayo y del Estero Bellaco del Sur y el 2 de septiembre de 1866 prestó los primeros auxilios en la batalla de Curupaytí al capitán Domingo Fidel “Dominguito” Sarmiento, de 21 años, quien es herido de muerte. Fue director general de
Hospitales de Corrientes.
Participó de la batalla del Sauce el 20 de mayo de 1870 como cirujano del Ejército a las órdenes del general Conesa.

El 17 de junio de 1871 le fue expedido el despacho de Sargento Mayor honorario del Ejército, el mismo año fue cofundador el Colegio de Paraná, que dio origen a la Escuela Normal Nacional, en donde fue docente, y en 1891 fue nombrado rector de la institución.
En 1871 colabora con el gobernador Leónidas Echagüe, se instala en Concepción del Uruguay y allí preside la cámara de Diputados. Integró la comisión designada por el jefe político D. Avelino González que el 24 de agosto de 1871 en base al informe médico-legal, suscripto por Soler y otros miembros, luego de examinar el cadáver del general Justo José de Urquiza,
autoriza la exhumación y traslado de los restos del cementerio a la cripta familiar en la Iglesia Matriz donde reposan.
Amigo íntimo y partidario de Nicolás Avellaneda, llegó al Congreso como diputado de la Nación por Entre Ríos y cultivó estrecha relación con Mitre y Roca.
Iniciado en la Francmasonería en la ciudad de Paraná en la Logia Asilo del Litoral, fue igualmente miembro de las también paranaenses logias Unión y Trabajo N° 18 y Cosmopolita N° 271 de la que fuera uno de sus fundadores en 1911. Fue electo y ejerció el cargo de Gran Maestre de la Gran Logia Argentina entre 1891 y 1892.
Casó en 1882 en Montevideo con la inglesa, Da. Clara Salomón, quien profesaba la religión protestante y era viuda del militar inglés D. Francisco Rusell. Da. Clara Salomon era hija de D. Lázaro Salomon y Da. Francisca Isaacs; y había nacido en Canterbury, Kent, Inglaterra, en 1844. Tuvieron 6 hijos.
Fue intendente de Paraná por dos veces desde 1882 a 1884. En 1897 pasa a retiro militar.
Se dedicó a su profesión y a la docencia hasta su fallecimiento, que ocurrió en Buenos Aires el 9 de agosto de 1923.